# Lhama
A lhama (português brasileiro) ou lama (português europeu) (Lama glama), do quíchua llama, é um mamífero ruminante da América do Sul, da família dos camelídeos, género Lama. É um animal de pelagem longa e lanosa, domesticado para a utilização no transporte de carga e na produção de lã, carne e couro.
A lhama é relacionada com o guanaco, a vicunha e a alpaca. Foram domesticadas pelo povo inca, tendo sido muito importantes para o desenvolvimento desse povo.
As lhamas vivem na cordilheira dos Andes, onde as temperaturas são baixas. Assim, as pelagens servem para protegê-las do frio, além de arranhões e outros ferimentos. A lhama é conhecida pela sua natureza calma, muitas vezes andando devagar, porém pode se irritar facilmente: por este motivo, foi considerada o oitavo animal mais irritável do mundo segundo o canal Animal Planet. Quando irritada ou para chamar a atenção, espirra seu muco na direção do objeto de sua irritação.
As palavras lama e lhama são substantivos uniformes, comuns de dois gêneros, portanto tanto se pode dizer a lhama, o lhama, a lama ou o lama.
A Bolívia é o país em que se concentra o maior número de lhamas, com mais de dois milhões de indivíduos. Estes animais conseguem sobreviver em locais onde não são encontrados outros animais. Muitas vezes os lhamas são associados a ovelhas e com elas são colocados para pastar em locais onde não é possível haver agricultura. Além disso, os lhamas são usados para transporte de mercadorias, e também são utilizadas a sua carne, o couro, as fibras e o estrume para cozinhar alimentos e como fertilizante natural.
O uso têxtil das fibras retiradas desses animais é cultural e acredita-se que se iniciou há 2 500 anos. Os produtos deste mamífero doméstico constituem o principal meio de apoio para produtores e com a escassez de recursos nos países centrais da América do Sul incluindo Equador, Peru, Bolívia, Argentina e Chile, tornou-se uma fonte de sobrevivência. O uso de fibras produzidas pelos espécimes selvagens ainda é limitado, mas é potencialmente importante para a sobrevivência de algumas populações. Estima-se que a produção de lhamas beneficia 37.000-50.000 famílias de produtores em locais escassos de recursos. No entanto, esta produção ainda não representa uma forma direta de reduzir a pobreza e marginalização dos seus produtores.
O lhama tem pelagem longa e lanosa, a coloração varia bastante indo desde o branco, marrom e chegando a tons mais escuros, alimenta-se de capim e mato. Estes animais medem de 1,40 m a 2,4 m contando com a cauda de 25 cm e chegam a pesar 150 kg. A gestação dura 11 meses e nasce normalmente um filhote chegando a pesar 11 kg. Os adultos chegam a viver até 24 anos.

## Usos na medicina
Médicos e pesquisadores determinaram que os lhamas possuem anticorpos que seriam adequados para o tratamento de certas doenças. Cientistas vem estudando de que forma os lhamas poderiam contribuir na luta contra os coronavírus, incluindo MERS e o SARS-CoV-2 que causa o COVID-19.